# Петехія
Петехія (англ. petechia) — невелика (1-2 мм) червона або пурпурова пляма на шкірі, в основі якої дрібна геморагія (пошкодження капілярів). Є симптомом багатьох станів і хвороб.
Найпоширенішою причиною петехій є фізична травма, наприклад сильний приступ кашлю, блювання або плачу, що може спричинити петехії на обличчі, особливо навколо очей. Вони можуть також виникнути через надмірний тиск на тканини (наприклад, при надмірному затягуванні джгута). У цих випадках петехії не становлять загрози та зникають за кілька днів.
Петехії можуть бути ознакою тромбоцитопенії (зниження кількості тромбоцитів) при затримці відтворення тромбоцитів (як побічний ефект ліків чи внаслідок деяких інфекційних захворювань), або при порушенні згортання крові.

## Судова медицина
Посмертні петехії на обличчі та кон'юнктиві (очах) є ознакою смерті від асфіксії. Вони є результатом підвищення тиску у венах голови та гіпоксичного руйнування ендотелію судин.